# 皇城相府
皇城相府，又称午亭山村，是清朝康熙年间的文渊阁大学士陈廷敬所修的府邸，位于山西省晋城市阳城县北留镇皇城村，为中国国家AAAAA级景区。
皇城相府共有16座院落，640间房屋，总面积3万6580平方米，分内城、外城两部份。内城始建于明朝崇祯五年（公元1632年），外城竣工于康熙四十二年（公元1703年），有康熙帝御赐“午亭山村”的石刻匾额以及“春归乔木浓荫茂，秋到黄花晚节香”的对联。